# Georg Bochmann
Georg Bochmann (Albernau, 18 september 1913 - Offenbach am Main, 8 juni 1973) was een Duitse officier en SS-Oberführer tijdens de Tweede Wereldoorlog. Bochmann voerde het commando over de 17. SS-Panzergrenadier-Division Götz von Berlichingen en de 18. SS-Freiwilligen-Panzergrenadier-Division Horst Wessel. Hij werd onderscheiden met het Ridderkruis van het IJzeren Kruis met Eikenloof en Zwaarden als erkenning voor de extreme dapperheid en/of succesvolle militaire leiderschap.

## Leven
Op 18 september 1913 werd Georg Bochmann geboren in Albernau bij Aue in het Koninkrijk Saksen. Hij was de zoon van de textielarbeider Gustav Bochmann. Georg ging naar de school in Schneeberg, en behaalde zijn Abitur aan de het gymnasium. Aansluitend ging hij studeren aan de Universiteit Leipzig. Op 1 oktober 1930 werd Bochmann lid van de Hitlerjugend. En vier jaar later werd hij ook lid van de NSDAP en de SS. Na zijn acceptatie in de SS werd Bochmann in de 2.Sturm van de IV.Sturmbann in de 7.SS-Standarte geplaatst. Vervolgens werd hij overgeplaatst naar de 3.Hunderschaft (vergelijkbaar met een peloton). Op 1 november 1934 werd Bochmann weer overgeplaatst naar 2./III./SS-Totenkopfsturmbann "Sachsen". Hierop volgend werd hij bevorderd tot SS-Sturmmann.
In 1934 trad hij toe tot de SS-Sonderkommando "Sachsen“, die na de reorganisatie van de concentratiekampen toebehoorde aan de SS-Wachverbänden (vrije vertaling: SS-bewakingseenheden). Van 1935 werd de III. Totenkopfsturmbann opgericht. Het Sonderkommando was verantwoordelijk voor de bewaking van het concentratiekamp Sachsenburg. Op 29 maart 1936 werd de aanduiding van de SS-Totenkopfverbände officieel ingevoerd. Na zijn bevordering tot SS-Untersturmführer (tweede luitenant), werd Bochmann compagniecommandant van de 1. SS-Totenkopfstandarte „Oberbayern“ wat gestationeerd was in het het concentratiekamp Dachau. Hierna was hij nog commandant van verschillende Hunderschaft tot zijn overplaatsing naar de SS-Division Totenkopf.

### Tweede Wereldoorlog
Tijdens de Slag om Frankrijk was Bochmann regimentscommandant van het SS-Totenkopf-Infanterie-Regiment 1 van de SS-Division Totenkopf. Hij vocht in Cambrai, Duinkerke en Arras, hiervoor werd hij met het IJzeren Kruis 1939, 2e Klasse onderscheiden. Hij nam deel aan diepe aanvallen in het zuidwesten van Frankrijk. De SS-Division Totenkopf bleef tot april 1941 in Frankrijk, toen ze een paar maanden later naar het oosten werd getransporteerd ter voorbereiding op de Operatie Barbarossa. Op 27 maart 1941 werd hij overgeplaatst naar de Panzerjäger Abteilung (tankjager-afdeling) van de "Totenkopf", waar Bochmann als commandant van de 2e compagnie diende. Tijdens de veldtocht in Rusland, werd hij meerdere malen gewond (8 juni 1941, 17 januari 1942 en 20 april 1942).
De "Totenkopf" vocht als onderdeel van de Heeresgruppe Nord (Legergroep Noord) aan het Oostfront. Bochmann vocht van de Oostzee tot aan Leningrad, en werd geroemd voor zijn optredens in Kaunas en Dünaburg in Letland. Hiervoor werd hij onderscheiden met het IJzeren Kruis 1939, 1e Klasse. In augustus 1941 bereikte de "Totenkopf" het Ilmenmeer en raakte ingesloten. Daar raakte Bochmann ziek door malaria, en was niet in staat te vechten tot april 1942. Na zijn genezing, leidde hij de kampfgruppe "Bochmann" gedurende de gevechten om de Zak van Demjansk voor een week. Reeds op 21 april 1942 had Bochmann al het Ridderkruis van het IJzeren Kruis ontvangen voor een zegevierende aanval op het dorp Novo-Ramusjevo, waarbij er geschut en tractoren buitgemaakt werden. De dag ervoor, op 20 april 1942, was hij bevorderd tot SS-Sturmbannführer (majoor).
Op 21 oktober 1942 werd Bochmann benoemd tot commandant van de II. SS-Kradschützen-Regiments "Thule“. In het voorjaar van 1943 droeg hij zijn commando over aan zijn plaatsvervanger. Hij nam het commando van de 2e bataljon van het SS-Panzer-Regiment 3 over, na het sneuvelen van hun commandant Eugen Kunstmann. Eind oktober werd de divisie teruggetrokken naar Frankrijk toe voor nieuwe uitrusting. Na zijn terugkeer naar het Oostfront nam Bochmann het bevel op zich van het SS-Panzer-Regiment 3, en nam hij deel aan de Eerste Slag om Charkov. Op 27 maart 1943 werd Bochmann voorgedragen door de SS-Gruppenführer Max Simon voor het Eikenloof bij het Ridderkruis van het IJzeren Kruis. En op 17 mei 1943 werd hij ermee onderscheiden. Aan het einde van 1943 werd Bochmann bevorderd tot SS-Obersturmbannführer (luitenant-kolonel). Nu voerde hij het bevel over Totenkopf's Panzer-Regiment tijdens de Slag om Koersk, en de daaropvolgende veldslagen langs de Mioes. Na nieuwe verwondingen werd Bochmann van het front teruggetrokken en naar huis gestuurd voor zijn herstel.
In Duitsland werd hij benoemd tot chef van de SS-Führerschule des Wirtschafts-Verwaltungsdienstes (vrije vertaling: SS-Leidersschool van Economische-Administratievediensten) in Arolsen, Hessen. Aan de school was een nevenkamp van het concentratiekamp Buchenwald verbonden. Bochmann droeg het commando van de school over aan Wilhelm Karius, en keerde terug naar het front.
Bij het voorstel voor bevordering tot SS-Standartenführer (kolonel) in november 1944, beschreef de chef van het SS-Wirtschafts-Verwaltungshauptamt de SS-Obergruppenführer Oswald Pohl de ideologische oriëntatie van Bochmann als "zonder enige twijfel". Op 9 november 1944 volgde zijn bevordering en zijn overgeplaatst als regimentscommandant naar de 2. SS-Panzer-Division Das Reich. Een paar weken later op 20 november 1944 werd Bochmann haastig overgeplaatst naar het SS-Panzer-Regiment 9 van de 9. SS-Panzer-Division Hohenstaufen. Beide divisies hebben tijdens de Tweede Wereldoorlog talloze oorlogsmisdaden gepleegd.
Op 2 januari 1945 keerde Bochmann terug naar het front met zijn aanstelling als commandant van de 18. SS-Freiwilligen-Panzergrenadier-Division Horst Wessel. Na een korte periode van gevechten in het westen werd de divisie naar het Oostfront verplaatst, waar ze snel omsingeld en vernietigd werden door het Rode Leger in Oberglogau gelegen in Silezië. Hoewel hij gewond was, leidde Bochmann een succesvolle doorbraak en werd onderscheiden met de Zwaarden bij het Ridderkruis van het IJzeren Kruis en het Gewondeninsigne 1939 in goud. Op 20 april 1945 werd hij bevorderd tot SS-Oberführer.
Met nog maar een paar weken van de oorlog te gaan, werd Bochmann benoemd tot commandant van de 17. SS-Panzergrenadier-Division Götz von Berlichingen. Op 27 maart 1945 werd Bochmann door de Generalfeldmarschall Ferdinand Schörner ontheven van zijn commando, vanwege het weigeren van een zelfmoordaanval. Er werden plannen gemaakt om hem voor de krijgsraad te brengen.
Delen van de divisie “Götz von Berlichingen” waren betrokken bij de aanval van de Waffen-SS op Schloss Itter op 5 mei Op 5 mei. Daar werden prominente gevangenen als Édouard Daladier en Paul Reynaud vastgehouden. De aanval mislukte door de tijdige aankomst van Amerikaanse ontzettingstroepen. De strijd kreeg historische betekenis doordat leden van de Wehrmacht onder leiding van Major Josef Gangl samen met het Oostenrijkse verzet en het Amerikaanse leger vochten tegen eenheden van de Waffen-SS.
Bochmann hield tot het einde van de oorlog onvoorwaardelijk vast aan zijn nationaalsocialistische gevoelens. Op 4 mei 1945 gaf hij eem van zijn laatste dagelijkse divisieorders uit die eindigde met de woorden: “Ons rolmodel voor altijd is Adolf Hitler”, die op 30 april zelfmoord had gepleegd in de Führerbunker, om zo de verantwoordelijkheden te ontwijken. Volgens de overgave onderhandelingen zouden de overgebleven SS'ers in de Kreuther Tal en Rottach-Egern de komende dagen door het Amerikaanse leger krijgsgevangen worden genomen, maar sommigen vluchtten van tevoren de bergen in. Op 9 mei werden Bochmann en de rest van zijn divisie krijgsgevangen gemaakt.

## Na de oorlog
In 1973 stierf Bochmann waarschijnlijk aan de terugkerende aanvallen van malaria opgelopen in de Zak van Demjansk. Hij was getrouwd en had een zoon.

## Carrière
Bochmann bekleedde verschillende rangen in zowel de Allgemeine-SS als Waffen-SS. De volgende tabel laat zien dat de bevorderingen niet synchroon liepen.
| Datums           | Allgemeine-SS          | Waffen-SS                   |
| ---------------- | ---------------------- | --------------------------- |
| 14 maart 1933    | SS-Anwärter            | —                           |
| 14 maart 1933    | SS-Mann                | —                           |
| 9 november 1934  | SS-Sturmmann           | —                           |
| 24 december 1934 | SS-Rottenführer        | —                           |
| 25 januari 1935  | SS-Unterscharführer    | —                           |
| 20 april 1936    | SS-Untersturmführer    | —                           |
| 20 april 1937    | SS-Obersturmführer     | —                           |
| 25 augustus 1939 | SS-Hauptsturmführer    | —                           |
| 20 april 1942    | SS-Sturmbannführer     | —                           |
| 9 november 1943  | SS-Obersturmbannführer | —                           |
| 9 november 1944  | SS-Standartenführer    | —                           |
| 20 april 1945    | —                      | SS-Oberführer der Waffen-SS |

## Lidmaatschapsnummers
- NSDAP-nr.: 1 907 565 (lid geworden 14 maart 1933[3])
- SS-nr.: 122 362 (lid geworden 14 maart 1933[3])

## Onderscheidingen
Selectie:
- Ridderkruis van het IJzeren Kruis met Eikenloof, Zwaarden (nr.140) op 26 maart 1945 als SS-Standartenführer en Commandant van de 18. SS-Freiwilligen-Panzergrenadier-Division Horst Wessel[3][2][19][20]
- Ridderkruis van het IJzeren Kruis met Eikenloof (nr.246) op 17 mei 1943 als SS-Sturmbannführer en Commandant van het II./SS-Krad-Schützen-Regiment "Thule"[3][2][19][13]
- Ridderkruis van het IJzeren Kruis op 3 mei 1942 als SS-Hauptsturmführer en Commandant van de SS-"Totenkopf"-Panzer-Jäger-Abteilung[3][2][19][13]
- IJzeren Kruis 1939, 1e Klasse (8 juli 1941[3][2][11]) en 2e Klasse (20 juni 1940[3][2][11])
- Gewondeninsigne 1939 in goud[3][11] in 1943[2]
- Hij werd eenmaal genoemd in het Wehrmachtsbericht. Dat gebeurde op:
- 19 maart 1943[2][21]